# 清江桥乡
清江桥乡，是中华人民共和国湖南省邵陽市新宁县下辖的一个乡镇级行政单位。

## 行政区划
清江桥乡下辖以下地区：
清江社区、清江村、堡口村、新石村、玉石村、楠木村、落岔村、塘背村、黄园村、木桥村、水口村、茶山村、桂石村、桃花村、冻江村、田家村、五里村、范家村、清泉村、红星村、新皂村、赤木村、湘塘村、代田村、连河村和天京村。